# ساري (زي)
السَّارِي هو زي نسائي هندي، يتكون من شريط طويل من القماش غير المخاط يمكن لفه بعدّة أساليب، أكثر الأساليب انتشارا يتم بلفه حول الخصر ثم رفع إحدى النهايات فوق الكتف. ويُقال: يُعرف الهنود بأكلهم الكاري ولبسهم الساري.